# Jataí
| \| Jataí \|       |
| Lage in Brasilien |
| Jataí             |

| Jataí |

Jataí ist eine brasilianische politische Gemeinde im Bundesstaat Goiás in der Mesoregion Süd-Goiás und in der Mikroregion Sudoeste de Goiás. Sie liegt südwestlich der brasilianischen Hauptstadt Brasília und von Goiânia, der Hauptstadt des Bundesstaates.

## Geographische Lage
Jataí grenzt an folgende Gemeinden:
- im Norden an Caiapônia
- im Osten an Rio Verde
- im Südosten an Aparecida do Rio Doce und Caçu
- im Süden an Itarumã
- im Südwesten ab Serranópolis
- im Westen an Mineiros
- im Nordwesten an Perolândia

## Vegetation

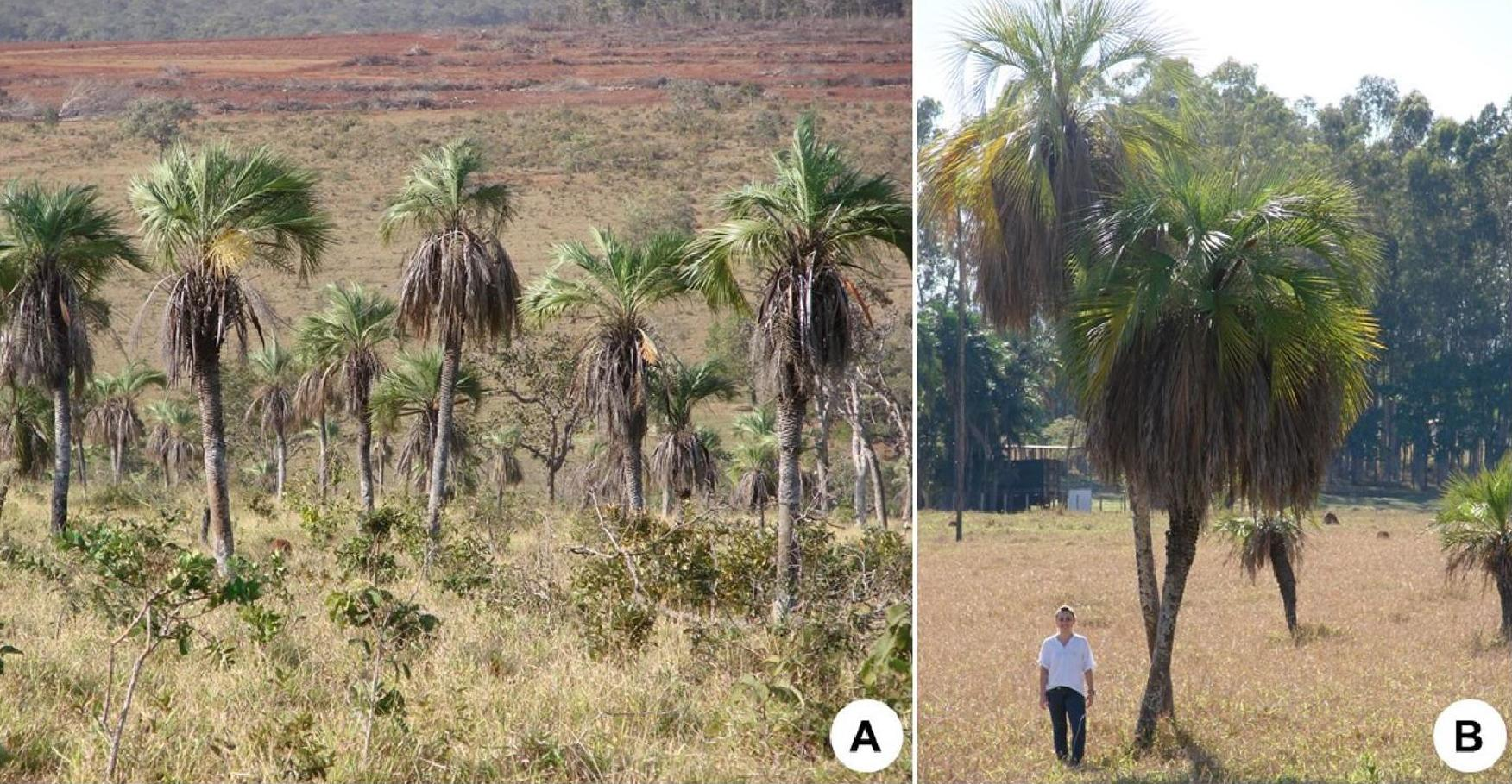
Butia purpurascens

Das Biom ist brasilianischer Cerrado. Endemisch ist die Geleepalmen-Art Butia purpurascens, auch palmeira jataí (Jataí-Palme) genannt.